# Najeh Braham
Najeh Braham (Bembla, 20 maggio 1977) è un ex calciatore tunisino, di ruolo attaccante.